# Metsatöll
Metsatöll je estonská metalová kapela založená roku 1999 v Tallinnu. Je řazena k folk metalu nebo thrash metalu. K metalovým nástrojům často přidává nástroje estonské lidové hudby. Texty jsou výhradně v estonštině, s častým užitím archaické estonštiny, což je často činí obtížně přeložitelné do jiných jazyků. Kapela také užívá k vyznačení chronologie kalendář místního baltského pohanství, jenž má počátek v tzv. billingenském třesku, při němž estonské území povstalo ze zamrzlého jezera. Název skupiny lze přeložit jako „lesní čtyřnohý tvor“, což je ale tradiční západoestonský eufemismus pro vlka nebo vlkodlaka. Současnými členy skupiny jsou: Markus „Rabapagan“ Teeäär (zpěv, rytmická kytara), Lauri „Varulven“ Õunapuu (sólová kytara, zpěv, tradiční nástroje), Raivo „KuriRaivo“ Piirsalu (baskytara, doprovodný zpěv, kontrabas), Tõnis Noevere (bicí, doprovodný zpěv). Bývalými členy kapely jsou: Silver „Factor“ Rattasepp (1999–2004), Andrus Tins (1999–2000) a Marko Atso (2004–2017).

## Diskografie

### Studiová alba
- Hiiekoda (2004)
- Terast Mis Hangund Me Hinge 10218 (2005)
- Iivakivi (2008)
- Äio (2010)
- Ulg (2011)
- Karjajuht (2014)
- Vana Jutuvestja Laulud (2016)
- Katk Kutsariks (2019)